# 金婚风雨情
《金婚风雨情》，俗称《金婚2》，是电视剧《金婚》的姊妹篇。该剧同《金婚》一样从20世纪50年代开始，采用编年体的形式，一年一集故事。《金婚风雨情》讲述了营长耿直和医生舒曼的婚姻之路，由北京北广传媒集团、北京电视艺术中心、北京世纪星润影视投资咨询有限公司、东阳市花儿影视文化有限公司、北京电视台联合出品，于2010年10月8日江苏城市频道首播，12月1日在北京卫视、安徽卫视、云南卫视、江西卫视播出。

## 演员
主演：
- 胡军
- 周韵
- 秦海璐
- 祖峰
- 吴军
- 张延
- 何琳
- 胡可
- 王艳
- 郑奇
- 孙茜
- 午马
- 李立群
- 王思懿
- 涂凌
- 杜宁林
- 李心敏
- 刘昌伟

特邀出演：
- 姜文

## 职员
- 出品人：郑晓龙、刘爱勤、敦勇、张必强
- 总监制：马朝军、刘志远、陈亚平、张晓
- 监制：赵多佳、张强、张迓平、李俊明
- 总策划：郑晓龙、李晓明
- 宣传策划：王海涛
- 编剧：王宛平、丁丁
- 执行制片人：敦淇
- 发行人：程婷
- 总制片人：曹平
- 导演：郑晓龙

## 事件
《金婚风雨情》在地面频道播出时由于植入广告过多而引起观众的批评，为此安徽卫视宣布删除电视剧中的所有植入广告，表示观众将会看到“干干净净”的电视剧，这也是出于收视率方面的考虑。这引起了制片人曹平的抗议，曹平认为此举会造成剧组对赞助商的违约，同时也会影响其他三家电视台的收视率。
2010年11月25日，安徽卫视广告中心主任查道存表示如果不能删除广告，安徽卫视将向制片方收取广告收播出费。同日，江苏卫视总编室品牌推广部主任刘原响应此事，表示江苏卫视也将删除广告。

## 作品的变迁
| 中国大陆 安徽卫视 海豚第一剧场 每天 19:35-22:15 | 中国大陆 安徽卫视 海豚第一剧场 每天 19:35-22:15 | 中国大陆 安徽卫视 海豚第一剧场 每天 19:35-22:15 |
| ----------------------------------------------- | ----------------------------------------------- | ----------------------------------------------- |
|                                                 | 金婚风雨情 （2010.12.01-2010.12.26）            |                                                 |
| 娘妻 （2010.10.11-2010.11.30）                  | 老马家的幸福往事 （2010.12.27-2011.01.21）      |                                                 |